# Municipio de Wheeling (Minnesota)
El municipio de Wheeling (en inglés: Wheeling Township) es un municipio ubicado en el condado de Rice en el estado estadounidense de Minnesota. En el año 2010 tenía una población de 551 habitantes y una densidad poblacional de 6,15 personas por km².

## Geografía
El municipio de Wheeling se encuentra ubicado en las coordenadas 44°19′35″N 93°6′9″O / 44.32639, -93.10250. Según la Oficina del Censo de los Estados Unidos, el municipio tiene una superficie total de 89.52 km², de la cual 89,52 km² corresponden a tierra firme y (0 %) 0 km² es agua.

## Demografía
Según el censo de 2010, había 551 personas residiendo en el municipio de Wheeling. La densidad de población era de 6,15 hab./km². De los 551 habitantes, el municipio de Wheeling estaba compuesto por el 97,1 % blancos, el 0,36 % eran asiáticos, el 0,18 % eran isleños del Pacífico, el 2 % eran de otras razas y el 0,36 % eran de una mezcla de razas. Del total de la población el 2,54 % eran hispanos o latinos de cualquier raza.